# Anatolij Rybakov
Anatolij Naumovitj Rybakov (ukrainska: Рибаков Анатолій Наумович; ryska: Анатолий Наумович Рыбаков), född 14 januari 1911 i Tjernihiv i Ukraina och död 23 december 1998 i New York i USA, var en sovjetisk författare. Han utexaminerades från ett tekniskt universitet 1934, var soldat under andra världskriget och senare ordförande i ryska PEN-klubben.
Hans mest kända verk är den episka antistalinistiska romanen "Arbats barn" (1966), samt "Den tunga sanden" (1980) som handlar om en judisk familj under nazistisk ockupation. Dessutom skrev han flera noveller och ungdomsböcker.
Arbats barn, som är en episk berättelse, med självbiografiska element, tar upp livsvillkoren och politisk terror som drabbade vanliga medborgare under 1930-talet, innan den stora utrensningen och Moskvarättegångarna inleddes. En psykologisk profil av Stalin, som finns i boken, var vågad för sin tid.  Boken lämnades för tryck 1966 och 1978 och fick godkännande av censuren, men på grund av dess samhällskritiska berättelse, stoppades den dock de båda gångerna. Boken spreds i stället som samizdat och officiell publikation skedde först 1987 under perestrojkan, boken erövrade då på kort tid världen. 
Rybakov belönades med flera sovjetiska och ryska statliga priser. Flera av hans böcker har filmatiserats, samt har översatts och utgivits i över 50 länder, i totalt mer än 20 miljoner exemplar.
Han är farfar till författarinnan Maria Rybakova.